# Amplitudemodulation
Amplitudemodulation (AM) er navnet på en Modulationstype.
AM er en radioteknik så information kan "påføres" bærebølgen den ønskede information.
| Naturvidenskab | Spire Denne naturvidenskabsartikel er en spire som bør udbygges. Du er velkommen til at hjælpe Wikipedia ved at udvide den. |